# Sur les rois
Sur les rois (titre en anglais : On Kings), est un ouvrage commun des anthropologues David Graeber et Marshall Sahlins traitant de la question de la royauté.
Publié en 2017, il s'agit du huitième livre de Graeber. L'ouvrage se présente comme une collection d'articles écrits par les deux anthropologues, présentés en dialogue.

## Contenu
L'ouvrage s'ouvre par une réflexion sur la royauté, en notant qu'il s'agirait du régime politique le plus fréquent de l'histoire humaine, qui serait fondamentalement religieux. Il s'agirait aussi d'un régime politique très difficile à abolir, et la plupart des révolutions modernes n'auraient fait que déplacer les attributs de la monarchie dans la souveraineté populaire. L'ouvrage met également en avant le rôle de la royauté dans le développement du patriarcat.
Dans le livre, Graeber, influencé par Sahlins, son maître, soutient que:

« les êtres humains ont traditionnellement, et ce jusqu'aux temps modernes, perçu leur existence au sein de systèmes politiques impliquant et entrelacés avec des « personnes métahumaines », c'est-à-dire des esprits, des dieux, des démons, des super-héros, des lutins, des elfes – un éventail d'entités qui se comportent plus ou moins comme des personnes, mais qui possèdent des pouvoirs différents de ceux des humains ordinaires, parfois bien au-delà de ces derniers. »

L'anthropologue prend aussi position sur des points controversés de l'anthropologie politique ; il pense ainsi que la royauté s'inspire du monde céleste, et non pas l'inverse, suivant en cela Hocart. Pour lui, prenant position dans ce débat : « ce qui est généralement considéré comme la divinisation des dirigeants humains est, d'un point de vue historique, mieux décrit comme l'humanisation du dieu ». 
Graeber et Sahlins avancent l’hypothèse que le recours aux ancêtres et aux agents divins pour légitimer et consolider le pouvoir serait une tendance universelle des dirigeants. Ils nomment cette tendance la « mimésis galactique ».

## Postérité
L'ouvrage est décrit comme « important et provocateur » par Christopher John Smith.